# Athens (Wisconsin)
Athens è un comune degli Stati Uniti, situato in Wisconsin e in particolare nella Contea di Marathon.